# Баранувка (Малопольське воєводство)
Баранувка (пол. Baranówka) — село в Польщі, у гміні Коцмижув-Любожиця Краківського повіту Малопольського воєводства.
Населення — 937 осіб (2011).
У 1975-1998 роках село належало до Краківського воєводства.

## Демографія
Демографічна структура станом на 31 березня 2011 року:
|          | Загалом | Допрацездатний вік | Працездатний вік | Постпрацездатний вік |
| -------- | ------- | ------------------ | ---------------- | -------------------- |
| Чоловіки | 472     | 114                | 311              | 47                   |
| Жінки    | 465     | 96                 | 279              | 90                   |
| Разом    | 937     | 210                | 590              | 137                  |